# Alstom RegioCitadis

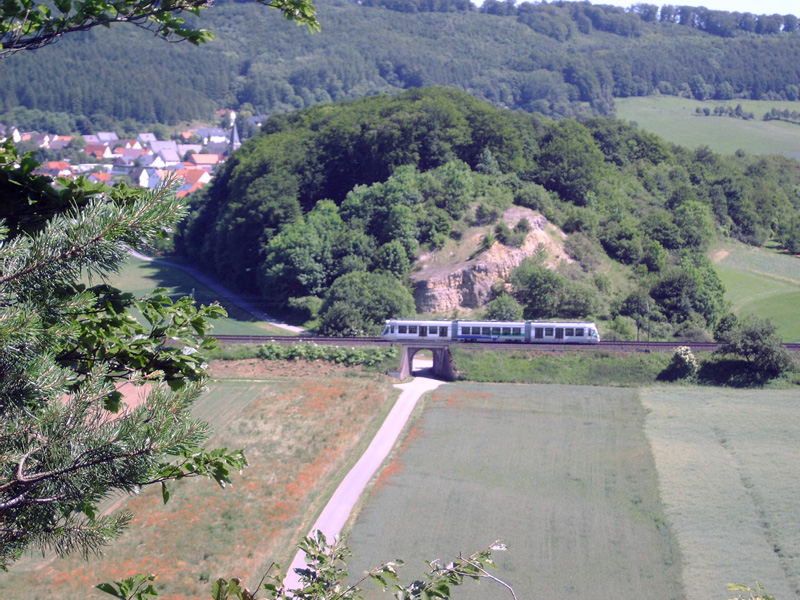
Egy RegioTram az RT3 vonalon Kassel és Warburg között

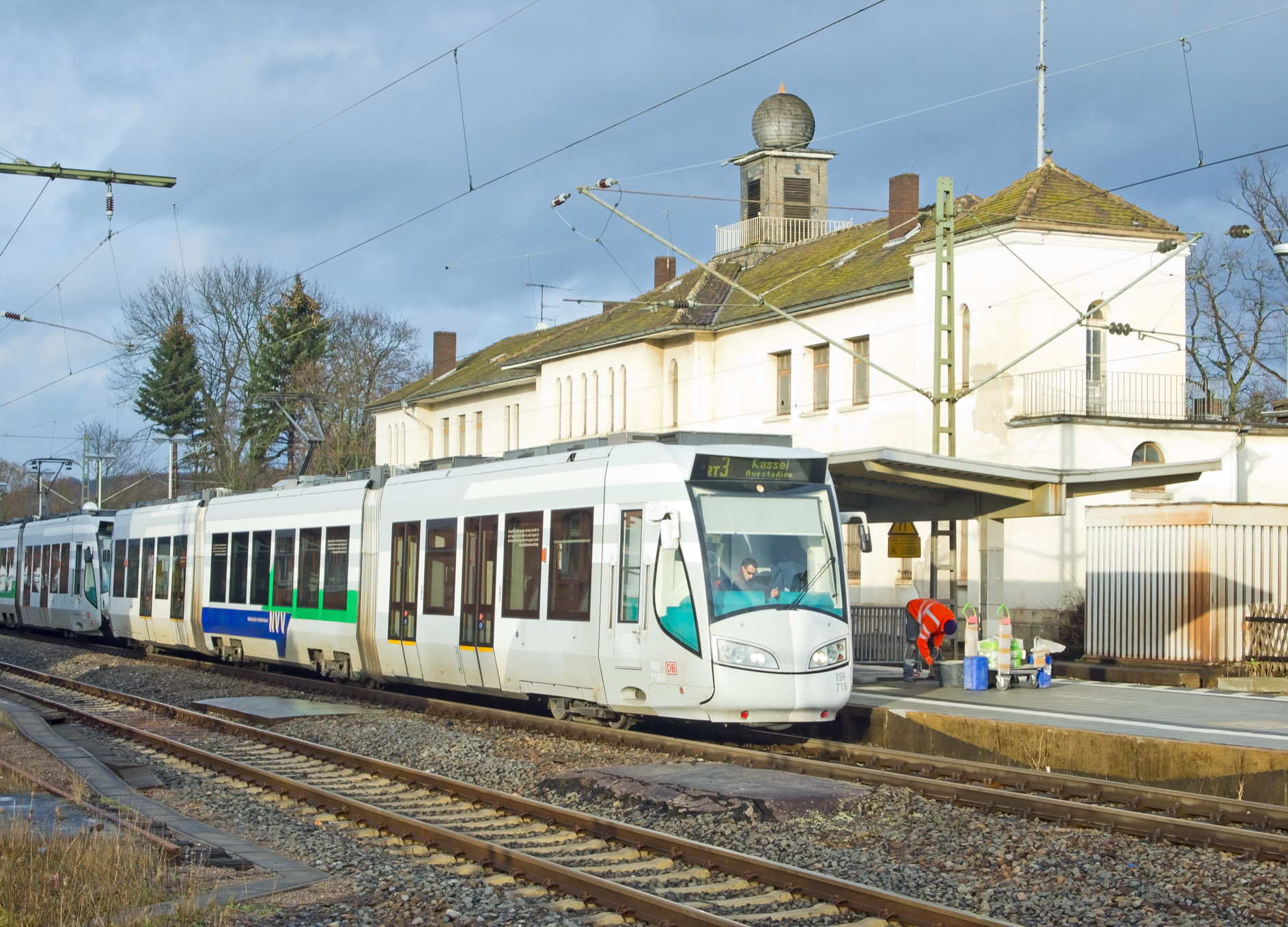
Egy RegioTram az RT3 vonalon Hofgeismar állomáson

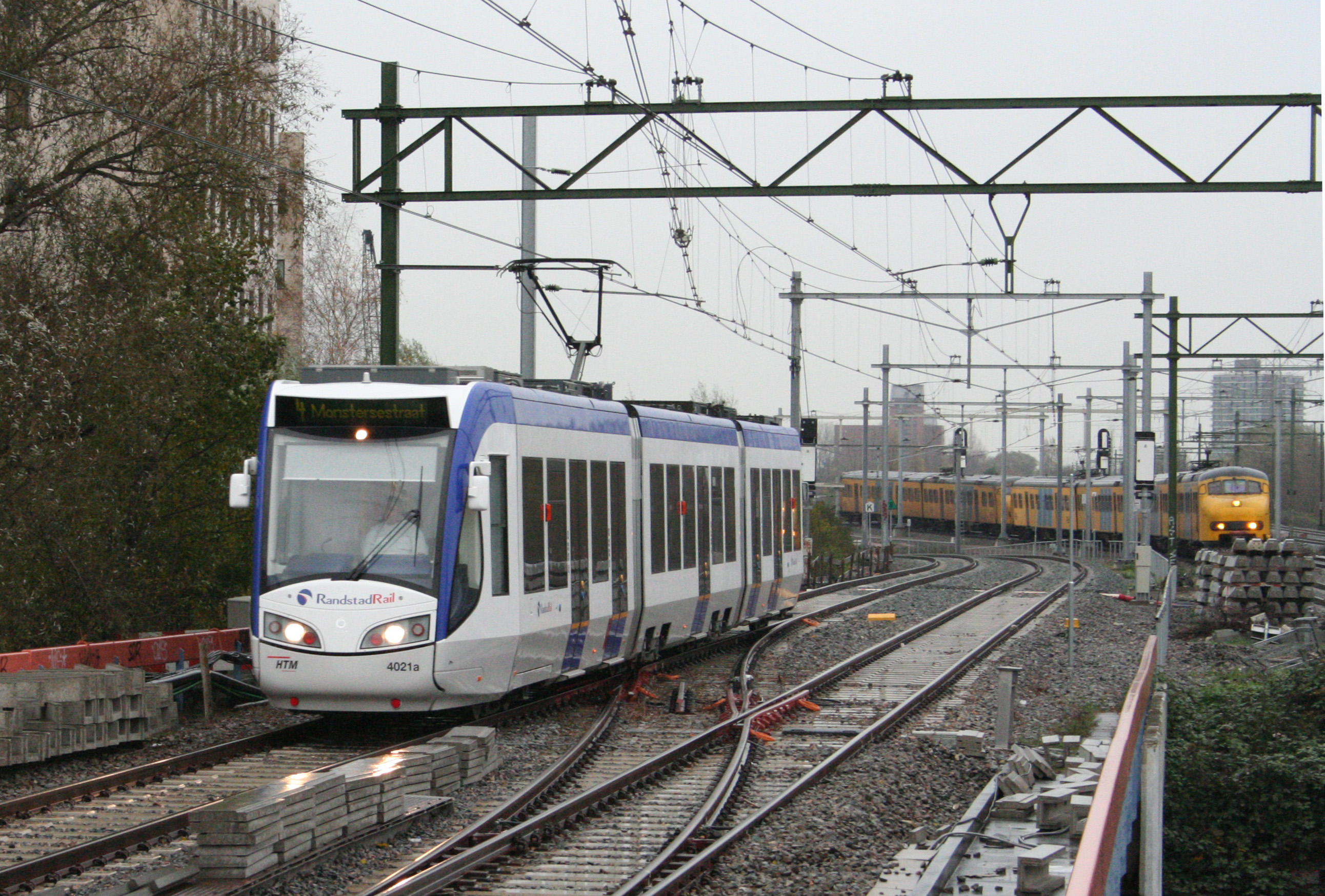
Egy RegioCitadis Hágában

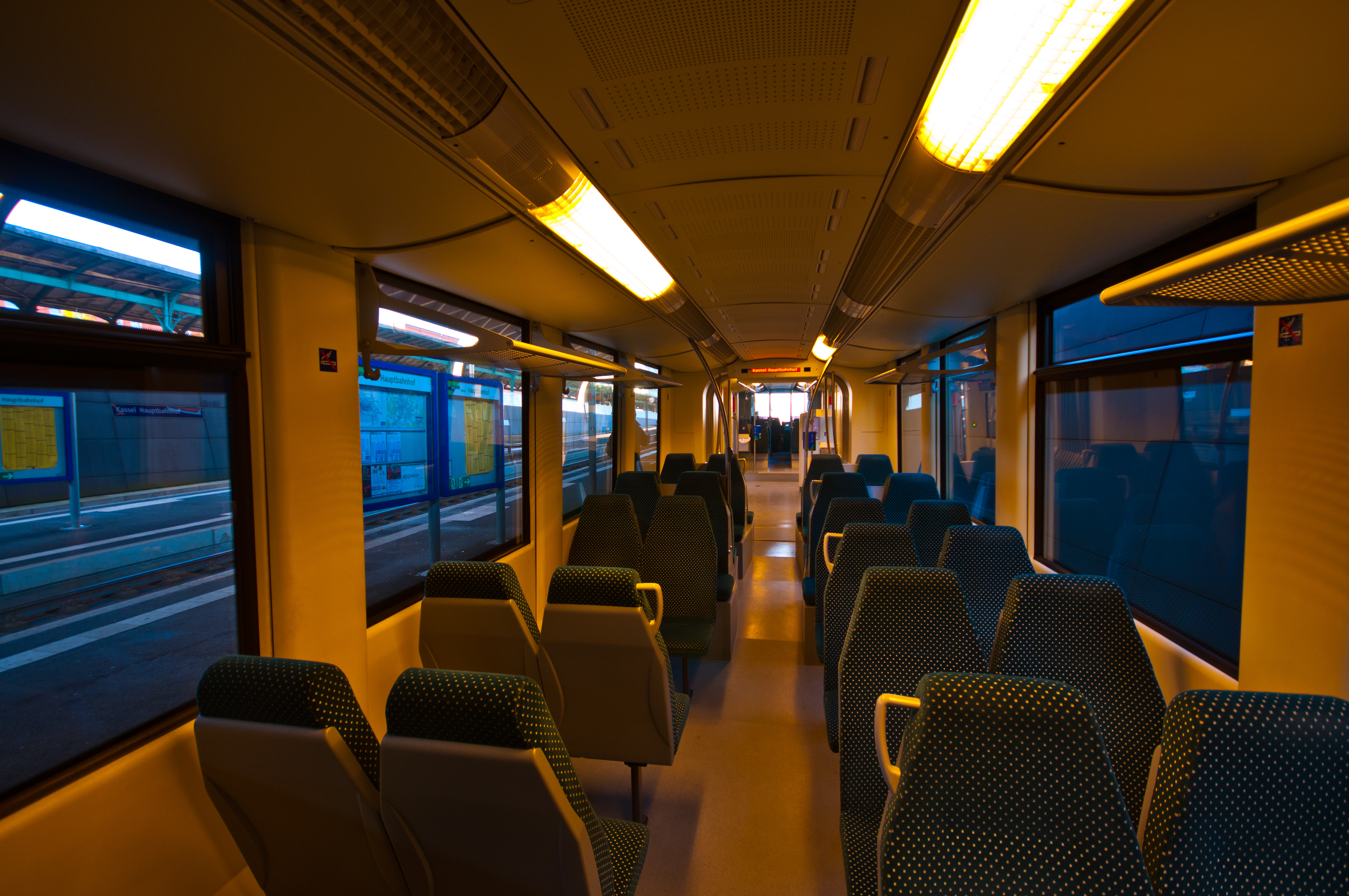
Egy RegioCitadis belülről

A Alstom RegioCitadis egy kétáramrendszerű vagy hibrid hajtású villamos, mely egyaránt képes a városokban a villamosvágányokon és a városon kívül a nagyvasút vágányain is közlekedni. Az Alstom gyártja 2005-től, eddig összesen 100 db jármű készült el. Kassel villamoshálózatán is ez a jármű közlekedik tram-train rendszerben.
A villamos teljes hossza 36 762 mm, maximális sebessége 100 km/h. Összesen 90 ülőhely található rajta.

## Üzemeltetők

### Kassel
A típus első megrendelője a németországi Kassel város lett. Itt 28 motorkocsi állt üzembe, melyből 18 kétáramrendszerű (városi egyenáramú villamos felsővezeték és [15 kV-os villamos vontatás|[15 kV 16,7 Hz áramrendszerű nagyvasúti rendszer), 10 pedig az egyenáramú hajtás mellett egy-egy dízelmotorral is fel lett szerelve a nem villamosított szakaszok kiszolgálására.

### Hága
A hollandiai Hága 54 villamost (4001-4054) rendelt a RandstadRail vonalra, melyek 600 és 750 V egyenáramú hálózaton képesek közlekedni. Később 2008-ban további 18 szerelvényt (4055-4072) vásároltak, az utolsót 2011 júniusában szállították le. Ezzel a rendeléssel együtt összesen 100 RegioCitadis villamost gyártott az Alstom 6 év alatt.